# Danny Higginbotham
Daniel John Higginbotham (Mánchester, Inglaterra, 29 de diciembre de 1978) es un exfutbolista gibraltareño de origen inglés y ascendencia española. Jugó por última vez como defensa en el Altrincham FC de la Conference Premier inglesa y en la selección de Gibraltar. Es el sobrino del exfutbolista y actual entrenador Allen Bula.

## Clubes
| Club              | País       | Año       |
| ----------------- | ---------- | --------- |
| Manchester United | Inglaterra | 1997-1998 |
| Royal Antwerp     | Bélgica    | 1998-1999 |
| Manchester United | Inglaterra | 1999-2000 |
| Derby County      | Inglaterra | 2000-2003 |
| Southampton FC    | Inglaterra | 2003-2006 |
| Stoke City        | Inglaterra | 2006-2007 |
| Sunderland AFC    | Inglaterra | 2007-2008 |
| Stoke City        | Inglaterra | 2008-2012 |
| Ipswich Town      | Inglaterra | 2012      |
| Sheffield United  | Inglaterra | 2013      |
| Chester FC        | Inglaterra | 2013-2014 |
| Altrincham FC     | Inglaterra | 2014      |

## Palmarés

### Copas internacionales
| Título                | Club              | País  | Año  |
| --------------------- | ----------------- | ----- | ---- |
| Copa Intercontinental | Manchester United | Japón | 1999 |